# Język parji
Język parji (duruwa) – język naturalny należący do rodziny języków drawidyjskich. Używany jest głównie w środkowych i wschodnich regionach Indii.
W 2007 r. oszacowano, że ma 50 tys. użytkowników. W 2011 r. odnotowano, że posługuje się nim nieco ponad 52 tys. osób.
Potencjalnie zagrożony wymarciem.
Jest zapisywany przy użyciu pisma dewanagari lub orija.